# Mysis baltica
Mysis baltica är ett kräftdjur som beskrevs av Voldemar Czerniavsky 1883, men namnet betraktas som nomen nudum.